# ريتشارد فورسيث
ريتشارد فورسيث (بالإنجليزية: Richard Forsyth)‏ (3 أكتوبر 1970 في المملكة المتحدة - ) هو لاعب كرة قدم بريطاني في مركز الوسط. لعب مع برمنغهام سيتي وستوك سيتي ونادي بلاكبول ونادي بيتربورو يونايتد ونورثويتش فيكتوريا ونادي كيدرمينستر هاريرز لكرة القدم ونادي ستوربريدج ونادي تشيلتنهام تاون لكرة القدم وShawbury United F.C. ‏ وWolverhampton Casuals F.C. ‏.

## وصلات خارجية
- ريتشارد فورسيث على موقع قاعدة بيانات كرة القدم.إي يو (الإنجليزية)
- ريتشارد فورسيث على موقع Soccerbase.com (لاعب) (الإنجليزية)